# Stephen Stills (album)
Cet article concerne l'album. Pour l'auteur-compositeur-interprète, voir Stephen Stills.
Albums de Stephen Stills
Super Session (avec Mike Bloomfield et Al Kooper) 
(1968) Stephen Stills 2
(1971)
Stephen Stills est le premier album enregistré en studio et en solo par l'auteur-compositeur-interprète américain de folk rock Stephen Stills, en (1970).

## Présentation
L'album est enregistré aux Island Studios de Londres, au Wally Heiders Studio III et au Record Plant de Los Angeles. C'est le premier enregistrement en solo de Stephen Stills avec la séparation du groupe Crosby, Stills, Nash and Young, l'album Déjà vu de ces derniers est paru en mars de la même année.
L'album est dédié à Jimi Hendrix qui a joué la guitare solo sur une chanson, peu de temps avant sa mort survenue le 18 septembre 1970. Eric Clapton et Ringo Starr jouent aussi sur cet album. Il est classé troisième du Billboard en 1971. Il est cité dans l'ouvrage de référence de Robert Dimery Les 1001 albums qu'il faut avoir écoutés dans sa vie. On retrouve aussi sur cet album Booker T. Jones à l'orgue et aux chœurs, David Crosby et Graham Nash aux chœurs, etc.

## Titres
Toutes les chansons sont écrites et composées par Stephen Stills.
| 1. | Love the One You're With (en) | 3:04 |
| 2. | Do for the Others             | 2:52 |
| 3. | Church (Part of Someone)      | 4:05 |
| 4. | Old Times Good Times          | 3:39 |
| 5. | Go Back Home                  | 5:54 |

| 6.  | Sit Yourself Down (en) | 3:05 |
| 7.  | To a Flame             | 3:08 |
| 8.  | Black Queen            | 5:26 |
| 9.  | Cherokee               | 3:23 |
| 10. | We Are Not Helpless    | 4:20 |

## Musiciens
- Stephen Stills - chant, guitare, basse, piano, orgue, steel drum, percussions, arrangements des cordes (3, 4, 7, 9)
- Jimi Hendrix - guitare solo sur "Old Times Good Times"
- Eric Clapton - guitare solo sur "Go Back Home"
- Calvin "Fuzzy" Samuel - basse (1, 3–6)
- Booker T. Jones - orgue (9), chœurs (10)
- Sidney George - flûte et saxophone alto sur "Cherokee"
- Conrad Isadore - batterie (3, 4)
- Johnny Barbata - batterie (5, 6)
- Ringo Starr[Note 1] - batterie (7, 10)
- Dallas Taylor - batterie (9)
- Jeff Whittaker - congas (1, 4)
- David Crosby - chœurs (1, 5, 6, 10)
- John Sebastian - chœurs (1, 5, 6, 10)
- Rita Coolidge - chœurs (1, 5, 6, 10)
- Priscilla Jones - chœurs (1, 5, 6, 10)
- Graham Nash - chœurs (1, 6, 10)
- Liza Strike - chœurs (3)
- Judith Powell - chœurs (3)
- Larry Steele - chœurs (3)
- Tony Wilson - chœurs  (3)
- Claudia Lennear - chœurs (5, 6, 10)
- Cass Elliott - chœurs (5, 6, 10)
- Sherlie Matthews - chœurs (10)
- Arif Mardin - arrangements des cordes (3, 7)

## Équipe technique
- Bill Halverson : production
- Andy Johns : ingénieur
- Gary Burden : direction artistique, photographies
- Henry Diltz : photographies
- Charles John Quarto : poême de la jaquette
- Joe Gastwirt : remastering digital